# Amegilla farinosa
Amegilla farinosa es una especie de abeja excavadora perteneciente al género Amegilla, categorizada en la tribu Anthophorini, de la subfamilia Apinae. Fue descrita por Johann Christoph Friedrich Klug en 1845.
Este ejemplar aparece publicado y registrado en una sección de Descriptions and Records of Bees.-XXVIII. The Annals and Magazine of Natural History, Series 8, Vol. 5, No. 29. de 1910 del autor Cockerell, T. D. A.

## Distribución
La especie se distribuye por el continente africano.